# Kabuscorp Sport Clube do Palanca
Kabuscorp Sport Clube do Palanca, conhecido somente por Kabuscorp, é um clube de futebol que possui sua sede em Luanda, capital de Angola.

## História

### Início
O Kabuscorp do Palanca teve origem no município do Cazenga, onde aos finais de semana os jovens residentes nos bairro do Palanca, Rangel e do Cazenga promoviam jogos a nivel da comunal e inter-municipal.
Depois de algum tempo, formou-se um clube cujos integrantes eram os jovens do Cazenga e do Palanca, que uniram esforços e começaram a fazer jogos amigáveis na província de Luanda.
Com o decorrer do tempo, o clube foi organizado, e oficializaram-se os estatutos que regulamentam a sua atuação. O Clube foi reconhecido na Delegação Provincial dos Desportos, e entrou para os campeonatos oficiais (provinciais e nacionais).

### 2010–presente
Em 2011, ficou em segundo lugar no Girabola, atrás do Recreativo do Libolo.
Em 2013, foi campeão do Girabola. Na Taça de Angola, caiu para o Recreativo da Caála nas oitavas de final por 1–0.
Em 2014, o Kabuscorp vence a Supertaça de Angola diante do Petro de Luanda por 3–1. Na Liga dos Campeões da CAF, avança frente ao Côte d'Or na fase preliminar e cai para o Zamalek na primeira fase, não se classificando à fase de grupos. Termina o Girabola no segundo lugar.
Após terminar o Girabola 2018–19 na quarta posição, o Kabuscorp, a pedido da FIFA, foi rebaixado para a segunda divisão por uma dívida de 750 mil dólares com seu ex-jogador Rivaldo. Na edição anterior da liga, o clube já havia perdido seis pontos na classificação pelo mesmo motivo.
Em 2023, o clube foi novamente punido, dessa vez pela FAF, com rebaixamento e multa de sete milhões de kwanzas (aproximadamente 8 mil dólares à época) por manipulação de resultados. O Tribunal da Comarca de Luanda suspendeu a punição alguns dias depois.

## Títulos
| NACIONAIS | NACIONAIS           | NACIONAIS | NACIONAIS  |
| Troféus   | Competições         | Títulos   | Temporadas |
| --------- | ------------------- | --------- | ---------- |
|           | Girabola            | 1         | 2013       |
|           | Taça de Angola      | 1         | 2025       |
|           | Supertaça de Angola | 1         | 2014       |